# Pacificagrion dolorosa
Pacificagrion dolorosa – gatunek ważki z rodziny łątkowatych (Coenagrionidae). Endemit samoańskiej wyspy Upolu.